# Parteiengesetz (DDR)
Das Parteiengesetz der DDR ist ein von der Volkskammer am 21. Februar 1990 erlassenes Gesetz, das die Rechte und Pflichten der Bürger der DDR bei der Gründung und Tätigkeit von Parteien regelte. Die Bildung von Parteien sollte entsprechend den Grundsätzen der Vereinigungsfreiheit erfolgen.

## Hintergrund
Im Demokratischen Block, der am 17. Juni 1949 unter Führung der SED als „lenkender Kraft“ gebildet worden war, hatten die anderen Parteien die Funktion eines Transmissionensriemens „von der Avantgarde zur Masse der fortgeschrittenen Klasse und von dieser zur Masse der Werktätigen.“ Die SED bestimmte die Politik der vier von ihr abhängigen Blockparteien. Es bestand ein Führer-Gefolgschaft-System, in dem es keinen Spielraum für autonome gesellschaftliche Organisationen gab.
Nach der Friedlichen Revolution 1989 fanden am 18. März 1990 die ersten freien Volkskammerwahlen statt. Voraussetzung für diese freie Wahl war die rechtliche Absicherung des Rechtes der Bürger, Parteien zu bilden, an der Wahl teilzunehmen und die Chancengleichheit der Parteien zu gewährleisten. Hierzu wurde das Parteiengesetz durch die (alte, noch nicht frei gewählte) Volkskammer erlassen.

## Inhalte

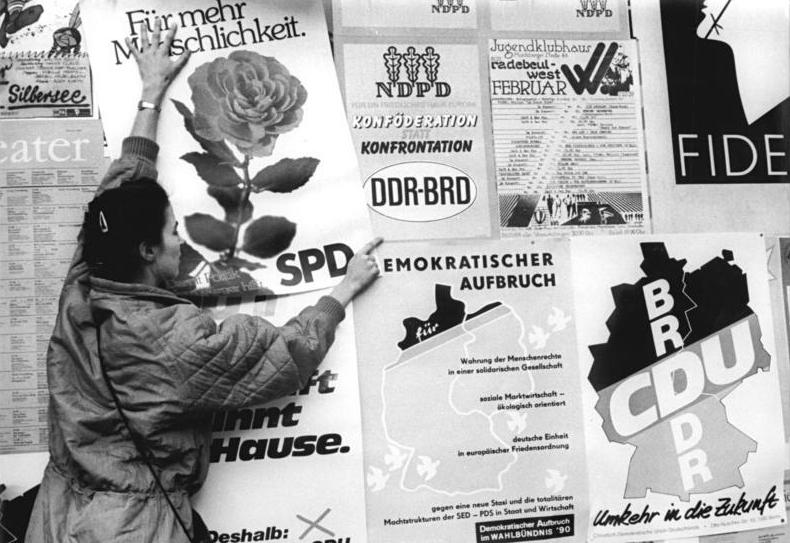
Volkskammerwahl 1990: Unterschiedliche Parteien konnten um Wählerstimmen konkurrieren.

Wesentlich und neu war zunächst das in § 3 festgelegte Recht der Bürger, Parteien zu bilden: „Die Bildung von Parteien ist frei und bedarf keiner Genehmigung“. Eine Besonderheit ergab sich aus der deutschen Teilung. Auch Ausländer, die sich mit einer Aufenthaltserlaubnis oder einer Aufenthaltsgenehmigung in der Deutschen Demokratischen Republik aufhalten, konnten Mitglied der Parteien werden (§ 4 Abs. 2). Damit war es auch Deutschen aus der Bundesrepublik (die nach DDR-Recht Ausland darstellte) möglich, in der Parteien mitzuwirken.
Die Sonderstellung der SED wurde mit § 6 aufgehoben. „Soweit staatliche Organe, staatliche Betriebe und staatliche Einrichtungen Leistungen oder anderes an eine Partei gewähren bzw. einer Partei einräumen, haben alle anderen Parteien Anspruch auf Gleichbehandlung.“ Diese Regelung führte dazu, dass auch die neu gegründeten Parteien, wie der Demokratische Aufbruch, Anspruch auf Räume und Zugang zu Druckkapazitäten und Medien erwarben.
Die weiteren Regelungen entsprachen dem bundesdeutschen Parteiengesetz: Die Parteien mussten demokratisch aufgebaut sein und über eine Satzung verfügen. Die Partei wird durch den Vorstand vertreten. Höchstes Gremium ist die Mitgliederversammlung oder der Parteitag, der den Vorstand wählt (§ 10 Abs. 3) und über die Auflösung der Partei entscheidet (§ 13).
Die Parteien sind zur Rechnungslegung über ihr Vermögen und ihre Einkünfte verpflichtet. Da die neuen Parteien im Gegensatz zur SED und den Blockparteien über kein Vermögen verfügten, wurde ein Finanzierungszuschuss des Staates festgelegt.

## Änderungen
Das Parteiengesetz wurde von der freigewählten Volkskammer mehrfach modifiziert und durch den Einigungsvertrag weitgehend obsolet.
Wesentlich war die Änderung vom 22. Juli 1990, nach der ein neuer § 13 a eingefügt wurde, der die Fusion der DDR-Parteien mit den westdeutschen Parteien erlaubte.  Die entstandenen gesamtdeutschen Parteien wurden Gesamtrechtsnachfolger der Vorgängerparteien.
Zuvor waren mit Wirkung zum 1. Juni 1990 die §§ 20a und 20b eingefügt und die Unabhängige Kommission zur Überprüfung des Vermögens der Parteien und Massenorganisationen der DDR geschaffen worden. Seitdem können die Parteien und die ihnen verbundenen Organisationen, juristischen Personen und Massenorganisationen Vermögensveränderungen nur mit Zustimmung des Vorsitzenden der unabhängigen Kommission vornehmen. § 20a und § 20b blieben nach Maßgabe des Einigungsvertrags vom 31. August 1990 (BGBl. II. S. 889), Anl. II, Kap. II Sachgeb. A, Abschn. III. in Kraft.

## Gesetzestexte
- Gesetz über Parteien und andere politische Vereinigungen – Parteiengesetz – vom 21. Februar 1990 im Gesetzblatt der DDR, Teil I Nr. 9 vom 23. Februar 1990, S. 66. Digitalisat.
- Gesetz zur Änderung des Gesetzes über Parteien und andere politische Vereinigungen – Parteiengesetz - vom 31. Mai 1990 im Gesetzblatt der DDR, Teil I Nr. 30 vom 12. Juni 1990, S. 275. Digitalisat.
- Gesetz zur Änderung des Gesetzes über Parteien und andere politische Vereinigungen – Parteiengesetz - vom 22. Juli 1990 im Gesetzblatt der DDR, Teil I Nr. 49 vom 9. August 1990, S. 904. Digitalisat.
- Heutige Fassung[11]